# Psaume 130 (129)
Pour l'album de Dark Funeral, voir De profundis clamavi ad te Domine (album de Dark Funeral).

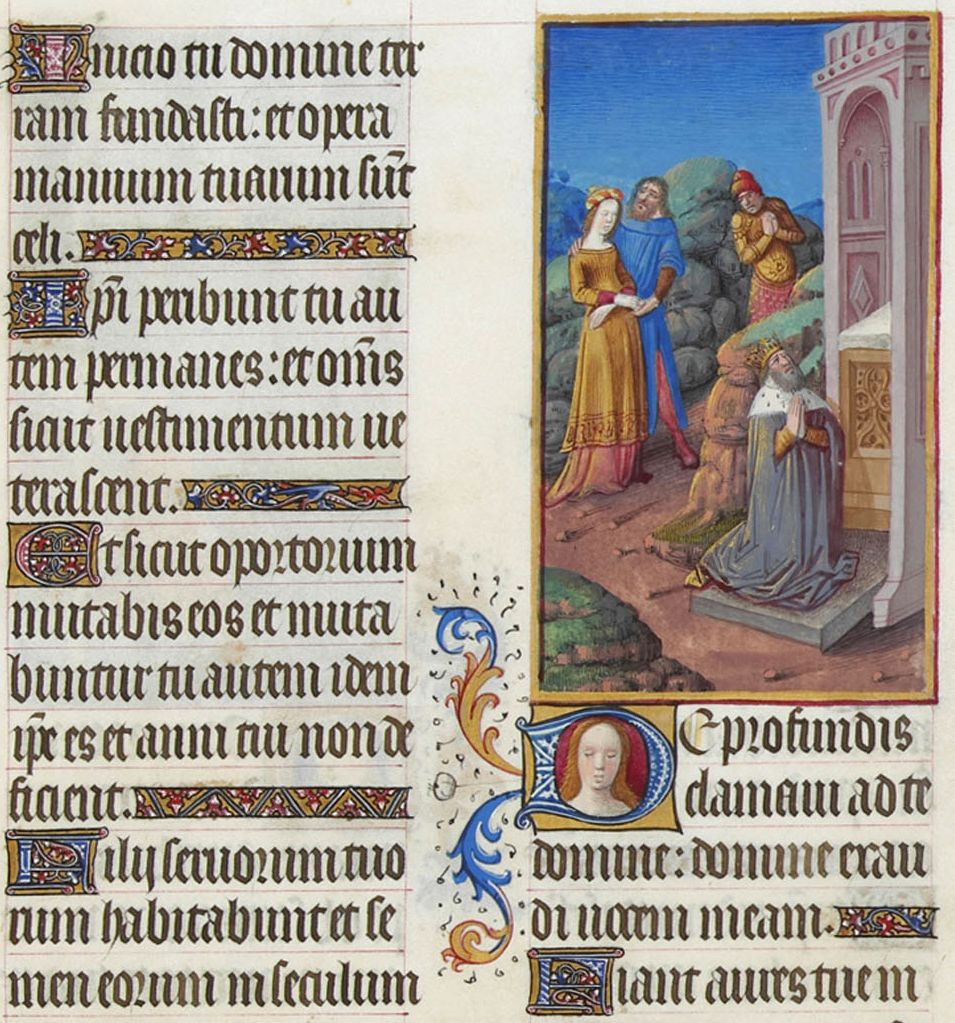
Les Très Riches Heures du duc de Berry. Début du psaume 130, De Profundis, sur la colonne de droite, illustrée par une miniature représentant David implorant le pardon pour son pêché envers Urie et Bethsabée, représentés à l'arrière. Musée Condé, ms.65, f.70

Le psaume 130 (129 dans la numérotation grecque) est souvent appelé par ses premiers mots en latin, De profundis (prononcé « Dé profondiss » en français). Son nom hébreu est (Shir HaMa'alot) MiMa'amakim. C'est le sixième psaume pénitentiel. Dans la tradition de l'Église catholique romaine, il fait partie des prières pour les morts : il est récité lors de l'enterrement. Il fait aussi partie des cantiques des degrés. Il a très souvent été mis en musique. Il est passé à la postérité dans la littérature ou dans la musique, son nom latin étant utilisé pour des œuvres profanes parfois éloignées de son sens originel.

## Texte
| verset | original hébreu                                     | traduction française de Louis Segond                                                                                                | Vulgate latine (Vulgate de Stuttgart)                                                                       |
| ------ | --------------------------------------------------- | --- | --- |
| 1      | שִׁיר הַמַּעֲלוֹת:מִמַּעֲמַקִּים קְרָאתִיךָ יְהוָה                      | [Cantique des degrés.] Du fond de l’abîme je t’invoque, ô Éternel !                                                                 | [Canticum graduum] De profundis clamavi ad te, Domine;                                                      |
| 2      | אֲדֹנָי, שִׁמְעָה בְקוֹלִי:תִּהְיֶינָה אָזְנֶיךָ, קַשֻּׁבוֹת-- לְקוֹל, תַּחֲנוּנָי | Seigneur, écoute ma voix ! Que tes oreilles soient attentives à la voix de mes supplications !                                      | Domine, exaudi vocem meam. Fiant aures tuæ intendentes in vocem deprecationis meæ.                          |
| 3      | אִם-עֲו‍ֹנוֹת תִּשְׁמָר-יָהּ-- אֲדֹנָי, מִי יַעֲמֹד                    | Si tu gardais le souvenir des iniquités, Éternel, Seigneur, qui pourrait subsister ?                                                | Si iniquitates observaveris, Domine, Domine, quis sustinebit?                                               |
| 4      | כִּי-עִמְּךָ הַסְּלִיחָה-- לְמַעַן, תִּוָּרֵא                          | Mais le pardon se trouve auprès de toi, afin qu’on te craigne.                                                                      | Quia apud te propitiatio est; et propter legem tuam sustinui te, Domine. Sustinuit anima mea in verbo ejus: |
| 5      | קִוִּיתִי יְהוָה, קִוְּתָה נַפְשִׁי; וְלִדְבָרוֹ הוֹחָלְתִּי                | J’espère en l’Éternel, mon âme espère, et j’attends sa promesse.                                                                    | Speravit anima mea in Domino.                                                                               |
| 6      | נַפְשִׁי לַאדֹנָי-- מִשֹּׁמְרִים לַבֹּקֶר, שֹׁמְרִים לַבֹּקֶר                | Mon âme compte sur le Seigneur, plus que les gardes ne comptent sur le matin.                                                       | A custodia matutina usque ad noctem, speret Israël in Domino.                                               |
| 7      | יַחֵל יִשְׂרָאֵל, אֶל-יְהוָה: כִּי-עִם-יְהוָה הַחֶסֶד; וְהַרְבֵּה עִמּוֹ פְדוּת | Israël, mets ton espoir en l’Éternel ! Car la miséricorde est auprès de l’Éternel, et la rédemption est auprès de lui en abondance. | Quia apud Dominum misericordia, et copiosa apud eum redemptio.                                              |
| 8      | וְהוּא, יִפְדֶּה אֶת-יִשְׂרָאֵל-- מִכֹּל, עֲו‍ֹנֹתָיו                   | C’est lui qui rachètera Israël de toutes ses iniquités.                                                                             | Et ipse redimet Israël ex omnibus iniquitatibus ejus.                                                       |

## Usages liturgiques

### Dans le judaïsme
Le psaume 130 est récité lors de la liturgie des principales fêtes juives ; il est chanté avant l'ouverture de l'Arche Sainte, pendant l'office du matin entre Rosh Hashanah et le Yom kippour. Il est aussi récité entre Souccot et le Shabbat Hagadol, lors du Tashlikh, ou lors d'une maladie. Dans certaines synagogues, il est récité tous les jours. Enfin, les versets 3 et 4 du psaume font partie de l'ouverture du Tachanun (supplication) du lundi et du jeudi.

### Dans le christianisme

#### Chez les catholiques
D'après la règle de saint Benoît établie vers 530, celui-ci était attribué au début de l'office de vêpres du mardi, suivi du psaume 131 (130),.
Au regard de la liturgie des Heures actuelle, le psaume 130 est récité ou chanté aux vêpres du samedi de la quatrième semaine et le mercredi soir à complies. Dans la liturgie de la messe, le psaume 130 est lu le 10e dimanche du temps ordinaire de l’année B et le 5e dimanche de carême de l’année C.

## De profundis dans les arts

### Musique
Les compositeurs et artistes qui ont utilisé ce psaume sont innombrables. Jean-Sébastien Bach, en a fait deux cantates Aus tiefer Not schrei ich zu dir (BWV 38) et Aus der Tiefen rufe ich, Herr, zu dir (BWV 131) .
Lili Boulanger en a fait une des partitions les plus longues de sa composition, et l'une de ses plus riches en termes d'écriture musicale : Psaume 130 : Du fond de l'abîme.
Voici d'autres compositeurs qui l'ont mis en musique : Josquin des Prez ; Pierre Robert ; Jean-Baptiste Lully ; Marc-Antoine Charpentier (7 fois), H.156, H.189, H.211, H.212, H.213-H.213 a, H.222, H.232 ; Georg Friedrich Haendel ; Johann Schein ; Orlando di Lasso, avec les Psaumes pénitentiels ; Thomas Morley ; Wolfgang Amadeus Mozart ; Felix Mendelssohn ; Franz Liszt ; Henry Purcell ; Michel-Richard Delalande (S.23) ; Antoine-Esprit Blanchard; Henry Desmarest ; Jean-Joseph Cassanéa de Mondonville (1748) ; Christoph Willibald Gluck ; John Dowland ; Arthur Honegger ; Virgil Thomson ; Charles Gounod; J. Guy Ropartz ; Georg Lloyd ; Marc Sabat ; Michael Haydn. ; Olivier Messiaen (avec la première pièce d'Et exspecto resurectionem mortuorum) ; Arvo Pärt ; Philippe Hersant (avec Psaume CXXX), Yoav Talmi.

### Littérature
- De Profundis est le titre donné à une longue lettre qu'Oscar Wilde a écrit à son jeune amant, Lord Alfred Douglas, depuis la prison de Reading, début 1897.
- Voir aussi le poème de Georg Trakl, extrait de Crépuscule et Déclin (1912).
- Voir encore le long poème de Serge Venturini dédié à Josquin des Prés en 2013.
- Paul Claudel y fait référence dans L'Annonce faite à Marie, lorsque Mara prie Violaine de ressusciter son enfant (III,2).
- Charles Baudelaire s'en est inspiré pour un poème de son recueil Les Fleurs du Mal , le numéro 30 de la partie "Spleen et Idéal". Il écrit un poème de désespoir, contraire au texte d'espoir qu'il est initialement.
- Il est récurremment cité dans La légende de la mort d'Anatole Le Braz.

## Postérité
Pour les utilisations et les œuvres musicales, littéraires et autres, portant le nom De profundis, voir l’article d’homonymie: